# Герасимов, Сергей Васильевич
Серге́й Васи́льевич Гера́симов (14 [26] сентября 1885, Можайск, Московская губерния, Российская империя — 20 апреля 1964, Москва, СССР) — русский, позднее советский живописец и график, один из основных московских художников сталинского соцреализма, педагог. Один из первых действительных членов Академии художеств СССР (с 1947), доктор искусствоведения (1956), профессор. Народный художник СССР (1958). Лауреат Ленинской премии (1966 — посмертно), председатель правления Московского Союза советских художников.

## Биография
Родился 14 (26) сентября 1885 года в Можайске Московской губернии в крестьянской семье.
В 1901—1907 годах занимался в Строгановском училище, в 1907—1912 — в Московском училище живописи, ваяния и зодчества, где его наставниками были С. В. Иванов и К. А. Коровин.
Был членом объединений «Маковец», «Общество московских художников» и АХРР. Жил в Москве и Можайске, где в 1915 году построил себе дом-мастерскую.
Представитель русского импрессионизма, создавший также целый ряд эталонных соцреалистических картин. В ранней живописи художника («Фронтовик», 1926, Третьяковская галерея) проступают черты умеренного кубизма («сезаннизма»). В «Клятве сибирских партизан» (1933, Русский музей) осваивает принципы революционно-пропагандистской «тематической картины». Если этот образ запоминается своей жесткой суровостью, то знаменитый «Колхозный праздник» (1937, ГТГ) выглядит как сценическая красочная феерия, сотканная из отдельных «сочных» кусочков. Одним из известнейших живописных полотен о войне стала «Мать партизана» (1943—1950, ГТГ). Сквозь всё творчество мастера проходят реальные впечатления постреволюционных потрясений и бед — прежде всего в повторяющихся мотивах соседствующего с его домом Лужецкого монастыря, разрушенного и варварски разоренного после его закрытия в 1926 году. В простых по сюжету, лирически-задушевных пейзажах (серия «Можайские пейзажи», 1954, ГТГ; и др.) живописный импрессионизм художника выразился наиболее органично. Окружающая реальность неразрывно соединилась в этих композициях с воспоминаниями о русской провинциальной старине. Иллюстрировал произведения М. Горького, Н. А. Некрасова и других авторов.
Проявил себя как опытный педагог. Ещё с 1912 года преподавал в художественной школе при типолитографии И. Д. Сытина, а затем во ВХУТЕМАСе — Высших художественно-технических мастерских, и других институтах. В 1943–1948 годах — директор Суриковского института. Профессор. Умелый и чуткий администратор, завоевав в середине века прочную репутацию осторожного, но стойкого либерала (за что в 1948 году был уволен с поста директора МГХИ имени В. И. Сурикова). В 1950—1964 годах занимал также пост директора Московского высшего художественно-промышленного училища (ныне Российский государственный художественно-промышленный университет имени С. Г. Строганова).
В 1958—1964 годах — первый секретарь Правления Союза художников СССР.
Член ВКП(б) с 1943 года.

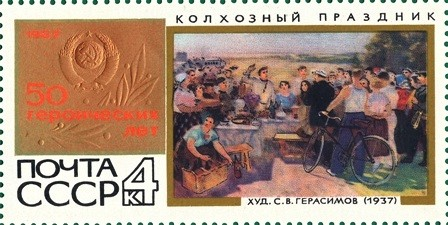
Почтовая марка СССР. 1967 г. 50 героических лет. С. В. Герасимов. Колхозный праздник.

Могила С. В. Герасимова на Новодевичьем кладбище

Умер 20 апреля 1964 года в Москве; похоронен на Новодевичьем кладбище (уч. 6).

## Звания и награды
- Заслуженный деятель искусств РСФСР (1937)
- Народный художник РСФСР (1943)
- Народный художник СССР (1958)
- Ленинская премия (1966, посмертно) — за серию картин «Земля русская»
- Два ордена Трудового Красного Знамени (в том числе 02.02.1946[1])
- Медаль «За доблестный труд в Великой Отечественной войне 1941—1945 гг.»
- Медаль «В память 800-летия Москвы»
- Серебряная медаль Всемирной выставки (1937, Париж)
- Золотая медаль Всемирной выставки (1958, Брюссель)
- Золотая медаль Министерства культуры СССР (1958)
- Золотая медаль АХ СССР (1962)
- Доктор искусствоведения (1956)

## Работы находятся в собраниях
- Государственная Третьяковская галерея, Москва
- Государственный Русский музей, Санкт-Петербург
- Институт русского реалистического искусства, Москва
- Красноярский государственный художественный музей им. В. И. Сурикова
- Таганрогский художественный музей, Таганрог

## Память
- На родине художника в Можайске названа улица в его честь.
- В 1985 году в Можайске к 100-летию со дня рождения Сергея Герасимова по инициативе его внучки Людмилы Герасимовой при поддержке Союза художников СССР был открыт его дом-музей[2].

## Публикации текстов
- Герасимов С. В. Об искусстве : О традициях и новаторстве : Сборник. — М. : Молодая гвардия, 1973. — 159 с. — 50 000 экз.